# Maria Teresa Fasce
Maria Teresa Fasce (ur. 27 grudnia 1881 w Torriglii, zm. 18 stycznia 1947 w Cascii) – włoska augustianka, Błogosławiona Kościoła katolickiego.

## Życiorys
Otrzymała staranne wychowanie. Chciała wstąpić do klasztoru augustianów Cascii, jednak jej nie przyjęto. W 1906 przyjęto ją do klasztoru. W 1938 roku otworzyła sierociniec. Zachorowała na raka piersi i dwukrotnie przeszła operację. Chorowała także na astmę, cukrzycę i miała problemy z chodzeniem. Zmarła w opinii świętości.
Została beatyfikowana przez papieża Jana Pawła II 12 października 1997 roku.